# 김동우 (1975년)
김동우(한국 한자: 金東佑, 1975년 7월 27일 ~ )는 대한민국의 축구 선수이며, 포지션은 수비수이다.